# Bohemund IV. (Tripolis)
Bohemund VII. (* 1261; † 19. Oktober 1287) war von 1275 bis 1287 Titularfürst von Antiochia, obwohl sein Vater das Fürstentum Antiochia bereits 1268 verloren hatte. Als Bohemund IV. war er auch Graf von Tripolis.
Er war der Sohn von Bohemund VI. von Antiochia / Bohemund III. von Tripolis, der 1275 starb, und seiner Ehefrau Sibylle von Kleinarmenien. Da Bohemund VII. 1275 noch minderjährig war, handelte Sibylle als Regentin für ihn, obwohl die Regentschaft erfolglos von Hugo I. von Jerusalem, Bohemunds nächstem männlichen Verwandten, beansprucht wurde.
Tripolis war zu dieser Zeit ein schwacher Staat, dessen Regierung in mehrere Fraktion gespalten war. Von 1277 bis 1282 führte Bohemund Krieg mit den Tempelrittern, 1277 schloss er Frieden mit Qalawun, dem Nachfolger des Mamelukensultans Baibars (der kurz zuvor im gleichen Jahr gestorben war), und Venedig, das er von den Hafengebühren befreite. 1282 besiegte er den seit 1256 aufständischen genuesischen Herrn von Djubail, Guido II. Embriaco, indem er ihn in dessen eigener Burg erstach.
Bohemund heiratete um 1278 Margarete von Akkon († 1328), Tochter des Ludwig von Brienne, Vizegraf von Beaumont, blieb aber kinderlos. Nach seinem Tod reklamierte seine Mutter Sibylla die Herrschaft für sich, wurde aber von den italienischen Händlern abgelehnt, die ihre eigene Verwaltung einsetzten. Bohemunds Schwester Lucia kam wenig später aus Europa und übernahm die Grafschaft.